# Amphenol
Die Amphenol Corporation (NYSE: APH) ist ein Produzent von Steckerverbindungen für Glasfasern und elektrische Kabel und von Kabelbäumen. Amphenol ist eine Kontraktion des ursprünglichen Namens American Phenolic Corp.
Amphenol wurde 1932 von dem Chicagoer Unternehmer Arthur Schmitt gegründet, seine ersten Produkte waren Fassungen für Radioröhren. Die Firma vergrößerte durch Rüstungsaufträge während des Zweiten Weltkrieges wesentlich ihren Geschäftsumfang, und wurde so zum dominierenden Hersteller von Kabelverbindungen im militärischen Bereich. Die APC-Verbindungen wurden Mitte des 20. Jahrhunderts von Amphenol eingeführt und in den Folgejahren von weiteren Herstellern übernommen. Ingenieure von Amphenol entwickelten auch den weitverbreiteten BNC-Steckverbinder (Bayonet Neill-Concelman).
Das Unternehmen beliefert verschiedene Bereiche des Elektronikmarktes einschließlich der militärischen Luft- und Raumfahrt, der Industrie, des Fahrzeugbaus, der Informationstechnologie,  Mobiltelefonen, kabelloser Infrastruktur, Breitbandverbindungen. Niederlassungen gibt es weltweit an mehr als 100 Orten. Das Unternehmen ist Teil des Midcap-Aktienindizes S&P 400.
Der Geschäftssitz ist in Wallingford, Connecticut. Der umsatzreichste Betriebszweig ist die Amphenol Aerospace (Teil der früheren Bendix Corporation) in Sidney, New York. Dies ist der Ursprungsort der zylindrischen D38999-Steckverbindung. 2015 beschäftigte Amphenol 50.700 Mitarbeiter und hatte einen Umsatz von über 5,5 Milliarden US-Dollar.

## Übernahmen
1967 kaufte Amphenol die 1948 von Ulrich Tuchel (Erfinder des Tuchelsteckers) gegründete deutsche Tuchel Kontakt GmbH, die seither als Amphenol-Tuchel firmiert.
Im Oktober 2005 übernahm Amphenol die Sparte für Steckverbinder von Teradyne.
Im Jahr 2010 kaufte Amphenol die LTW Technology Co., Ltd.
In Frankreich hat Amphenol das im selben Marktsegment produzierende Unternehmen Socapex übernommen. 2016 übernahm Amphenol für knapp 1,3 Mrd. $ die Firma FCI Asia mit Sitz in Singapur.
2019 wurde die 1978 gegründete, deutsche Firma Conec zu 100 % übernommen, um in Europa presenter zu sein; Conec zählte schon 1985 zu den führenden Stecker-Anbietern.
Anfang April 2021 schloss Amphenol die Übernahme der MTS Systems Corporation für 1,7 Milliarden Dollar ab; seit Juni 2021 wird der Geschäftsbereich der MTS-Positionssensoren unter dem Namen Temposonics weltweit geführt.
Temposonics ist ein Produzent von magnetostriktiven Sensoren für präzise und dynamische Positions- und Geschwindigkeitsmessung in Anwendungen der Industrie, Mobilhydraulik und Prozesstechnik. Das globale Unternehmen zählt zwei Entwicklungs- und Produktionsstandorte: einen in Lüdenscheid, NRW, Deutschland, einen in Cary, NC, USA, sowie Vertriebsniederlassungen in Italien, Frankreich, Vereinigtes Königreich, Skandinavien, Japan und China und viele autorisierte Distributoren weltweit.
Das Unternehmen Temposonics entwickelt und produziert magentostriktive Sensoren für verschiedene Anwendungsbereiche:
- Positionssensoren für die Industrie: Metallbearbeitung, Holz- und Papierbearbeitung, Kunststoff- und Gummiverarbeitung, Drucktechnik, Glas- und Keramikverarbeitung, Handhabungssysteme, Verpackungsanlagen, Test- und Simulationsanlagen, Fluidtechnik, Stromerzeugung
- Positionssensoren für die Mobilhydraulik: Baumaschinen, Agrarmaschinen, Schienenverkehr, Bergbau, Fahrzeugbau, Hebezeuge und Fördermittel
- Positionssensoren für den OEM-Markt: Medizintechnik, Gartengeräte, Haushaltsgeräte, Dosiertechnik etc.

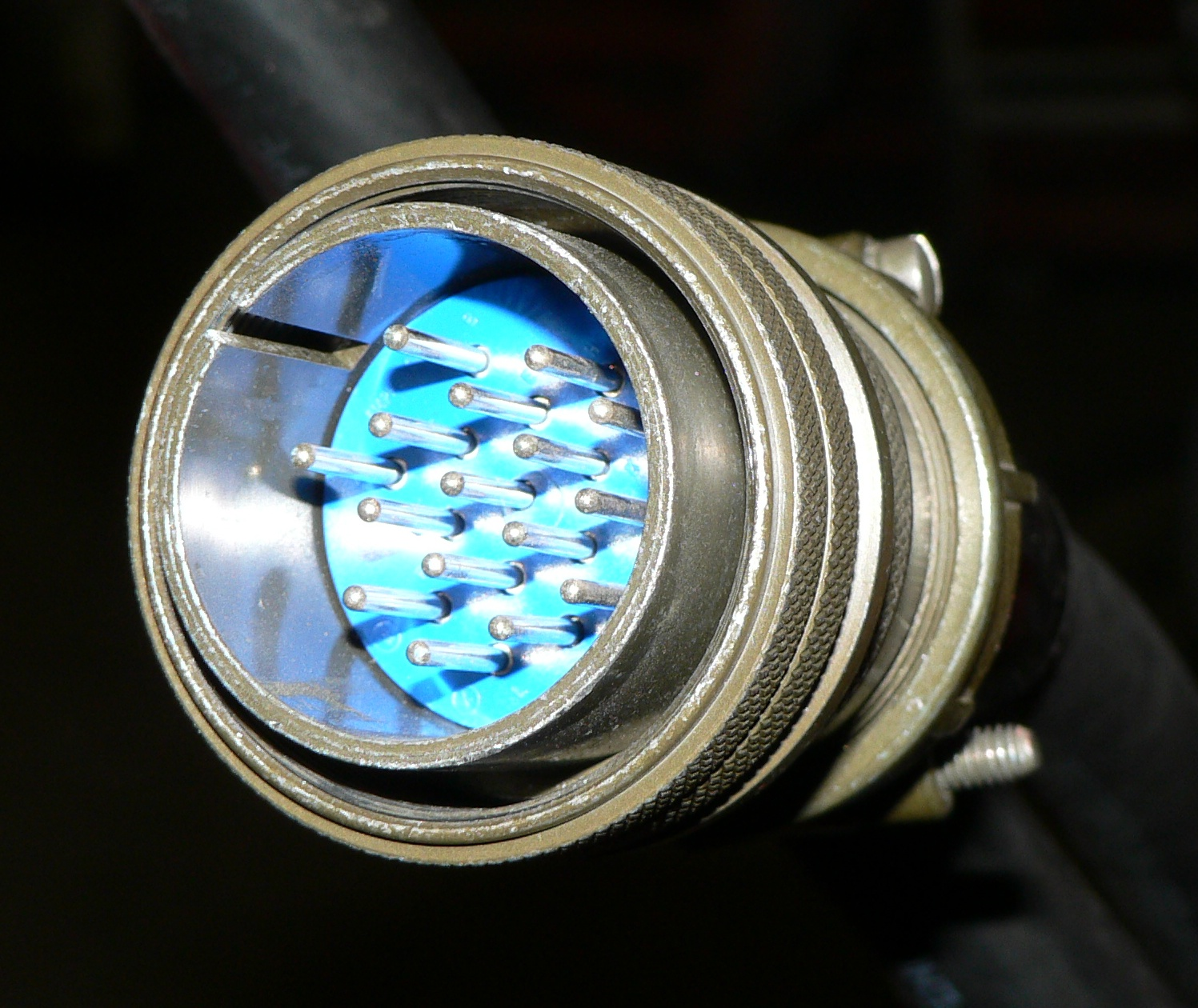
16-pin-Stecker von Amphenol.
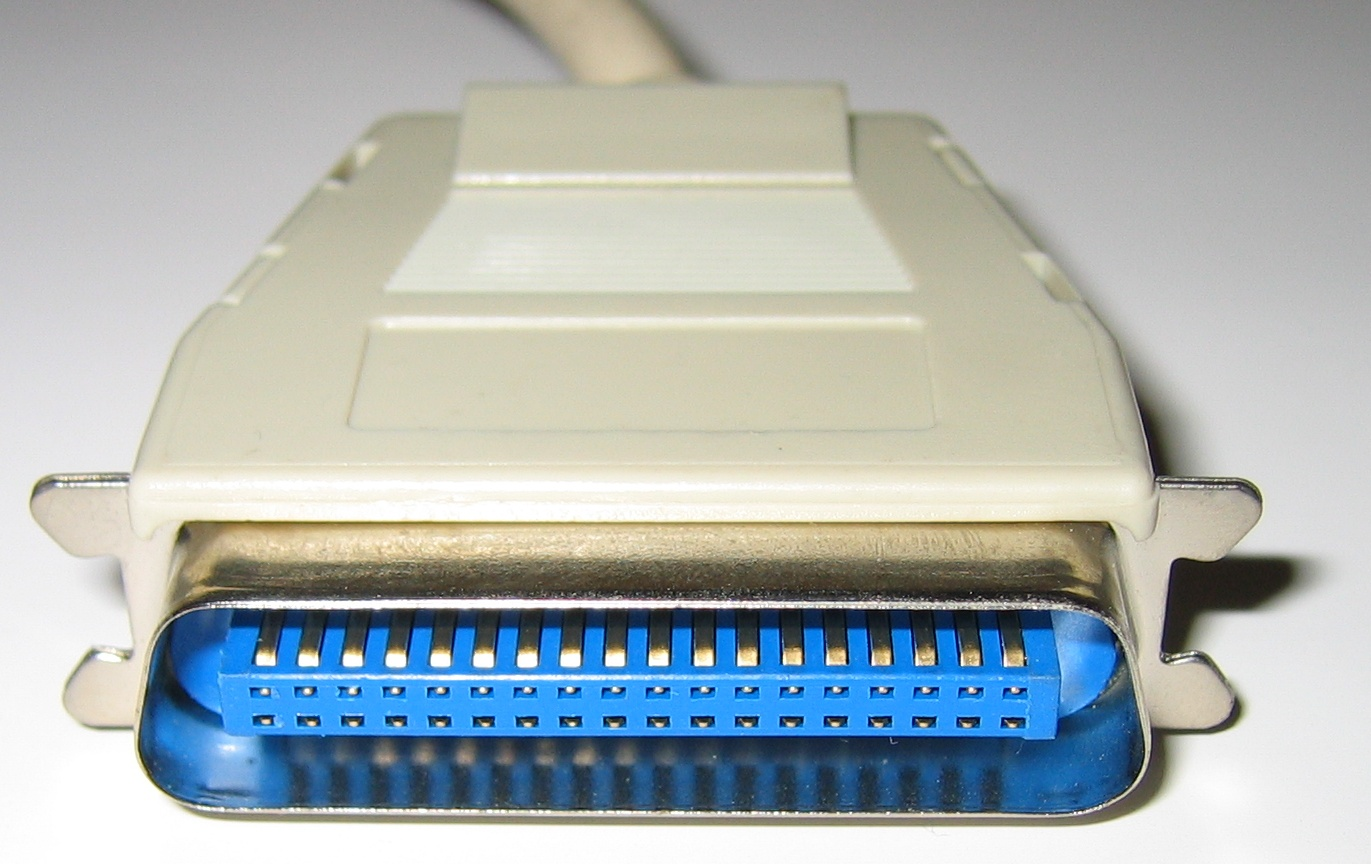
36-pin Micro-Ribbon-Stecker. Micro-Ribbon-Stecker wurden von Amphenol erfunden.
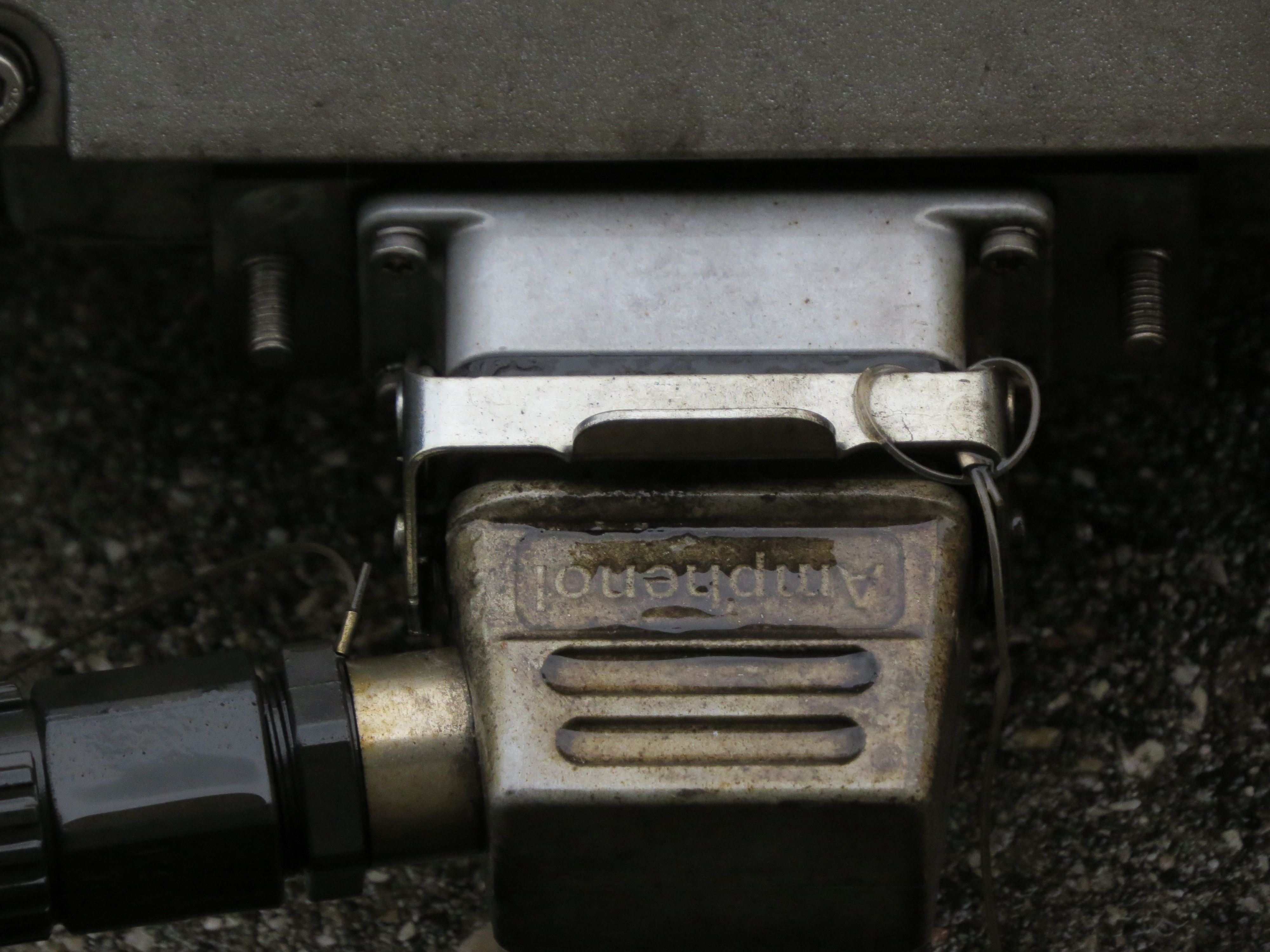
Rechtecksteckverbinder von Amphenol.

2024 wurde die deutsche Lütze-Gruppe übernommen; dies beinhaltet die GmbHs für Automation und Bahntechnik sowie Produktionsgesellschaften in Europa, Asien und den USA. Die Standorte der Firma mitsamt der Produktion blieben erhalten.